# Folgore (1887)
Крейсер «Фольгоре» (італ. Folgore) — торпедний крейсер однойменного типу Королівських ВМС Італії 2-ї половини XIX століття; 

## Історія створення
Крейсер «Фольгоре» був закладений на верфі «Regio Cantiere di Castellammare di Stabia» у місті Кастелламмаре-ді-Стабія. Спущений на воду 29 вересня 1886 року, вступив у стрій 16 лютого 1887 року

## Історія служби
Після вступу у стрій у 1887 році крейсер брав участь в маневрах флоту, де відпрацьовувався захист Мессінської протоки. Наступного року крейсер брав участь у маневрах, на яких відпрацьовувався захист Ла-Спеції. 
У 1889 році корабель брав участь у морському параді на честь візиту до Італії німецького імператора Вільгельма II.
5 липня 1889 року поблизу Капрі «Фольгоре» зіткнувся з крейсером «Джованні Бозан», внаслідок чого зазнав важких ушкоджень та був виведений в резерв.
У 1894 році крейсер тимчасово був виведений з резерву для участі у щорічних маневрах флоту. 
У 1895 році, коли під час заворушень в Османській імперії загинули сотні людей, європейські Великі держави направили інтернаціональний флот до берегів Туреччини з метою військово-політичного тиску на неї. У складі цих сил перебував також крейсер «Фольгоре».
Корабель був виключений зі складу флоту 12 квітня 1900 року та розібраний на метал.